# Łuczaj (gmina)
Łuczaj – dawna gmina wiejska istniejąca do 1945 roku w woj. nowogródzkim/Ziemi Wileńskiej/woj. wileńskim (obecnie na Białorusi). Siedzibą gminy był Łuczaj (134 mieszk. w 1921 roku).
Początkowo gmina należała do powiatu wilejskiego. 7 listopada 1920 r. została przyłączona do nowo utworzonego powiatu duniłowickiego pod Zarządem Terenów Przyfrontowych i Etapowych. 19 lutego 1921 r. wraz z całym powiatem weszła w skład nowo utworzonego województwa nowogródzkiego. 13 kwietnia 1922 roku gmina wraz z całym powiatem duniłowickim została przyłączona do objętej władzą polską Ziemi Wileńskiej, przekształconej 20 stycznia 1926 roku w województwo wileńskie. 1 stycznia 1926 roku nazwę powiatu duniłowickiego zmieniono na powiat postawski. 1 kwietnia 1927 roku do gminy Łuczaj przyłączono części obszaru gmin Mańkowicze i Postawy, natomiast części obszaru gminy Łuczaj włączono do gminy Duniłowicze. 
Po wojnie obszar gminy Duniłowicze wszedł w struktury administracyjne Związku Radzieckiego.

## Demografia
Według Powszechnego Spisu Ludności z 1921 roku gminę zamieszkiwało 6 559 osób, 3 209 było wyznania rzymskokatolickiego, 891 prawosławnego, 367 staroobrzędowego, 8 mojżeszowego, 19 mahometańskiego. Jednocześnie 5 018 mieszkańców zadeklarowało polską przynależność narodową, 1 533 białoruską, 2 rosyjską, 6 litewską. Było tu 1 226 budynków mieszkalnych.